# Nicole & Hugo
Nicole & Hugo est un duo de chanteurs belges connus en Flandre.
Nicole Josy, de son vrai nom Nicole Van Palm, est née le 21 octobre 1946 à Wemmel et morte le 4 novembre 2022 à Jette, et Hugo Sigal, de son vrai nom Hugo Verbraeken, est né à Léopoldville le 10 novembre 1947.

## Biographie
Ils se rencontrent en 1970 et forment un duo chantant. En 1971, ils enregistrent un titre pour le Concours Eurovision de la chanson 1971. Ils gagnent la sélection belge pour représenter leur pays, mais au moment du départ pour Dublin, Nicole tombe malade. Ne pouvant partir, le duo est remplacé par Jacques Raymond et Lily Castel. Ces derniers finiront 14e sur 18 participants.
Le 1er décembre 1971, Nicole et Hugo se marient à Wemmel.
Deux ans plus tard, ils décident de retenter leurs chances au Concours Eurovision de la chanson 1973. Avec le titre Baby Baby, ils gagnent la présélection belge. La chanson est très vite un hit en Flandre. Au concours qui a lieu à Luxembourg le 7 avril 1973, ils finissent derniers.
À la suite de cette prestation, le duo flamand apparaît régulièrement à la BRT (télévision flamande) et gagne sa vie en assurant le divertissement sur des navires de croisières.
Dans les années 2000, ils remportent le Music Industry Awards flamand dans la catégorie « Meilleur artiste populaire ».
Ils sont faits citoyens d'honneur de la ville de Wemmel en 2012.
Jusqu'en 2015, Nicole et Hugo continuent à se produire et à sortir régulièrement des albums. Le 20 décembre 2015, ils donnent un concert d'adieu au Concertgebouw de Bruges.
Pour marquer le 50e anniversaire de Nicole et Hugo et leur 50e anniversaire de mariage, la biographie Goeiemorgen, morgen de Filip Osselaer est publiée début 2022,.
Josy a surmonté deux diagnostics de cancer et a souffert de la maladie d'Alzheimer au cours des dernières années de sa vie. Elle est décédée le 4 novembre 2022 à l'hôpital universitaire de Bruxelles des suites d'une fracture du crâne subie après une chute dans les escaliers de son domicile,. Le 12 novembre, les funérailles de Josy ont lieu au crématorium Daelhof à Zemst. Hugo a fait incinérer les costumes qu'ils portaient au Concours Eurovision de la chanson avec Nicole.
Lors du Concours Eurovision de la chanson 2024, la première demi-finale mettait en vedette Hugo, s'exprimant sur la perte de sa femme et honorant Baby, Baby comme une innovation, car c'était la première fois que la danse et le chant étaient combinés.
Le duo reste inconnu en Belgique francophone.